# Bogusław Maj
Bogusław Maj (ur. 18 stycznia 1960 w Sobieszowie) – polski hokeista grający na pozycji napastnika, reprezentant kraju.

## Kariera

### Kariera w Polsce
Bogusław Maj karierę sportową rozpoczął w 1979 roku w Podhalu Nowy Targ, w którym grał do 1982 roku. Zdobył z tym klubem trzykrotnie wicemistrzostwo Polski (1980–1982) oraz dotarł do finału Pucharu „Sportu” i PZHL 1982, w którym przegrał rywalizację z Naprzodem Janów (3:1, 3:7).

### Kariera w Niemczech
Po półrocznym pobycie w Austrii oraz otrzymaniu azylu w RFN wraz Justynem Denisiukiem i Andrzejem Małysiakiem, kontynuował sportową karierę w tym kraju. W sezonie 1982/1983 wraz z Justynem Denisiukiem reprezentował barwy EV Füssen, jednak klub w rundzie zasadniczej zajął ostatnie, 10. miejsce w tabeli ligowej, w związku z czym przystąpił do rundy spadkowej, w której zajęli 3. miejsce, tym samym spadając do 2. Bundesligi, przenieśli się do ECD Iserlohn. Trenerem obu zawodników, w obu klubach był Gerhard Kießling, który po zwolnieniu z klubu po sezonie 1983/1984, wziął obu zawodników do Kölner EC, w którym obaj zawodnicy przebywali do końca sezonu 1986/1987. Debiut w nowym klubie zaliczył 28 września 1984 roku w przegranym 3:0 meczu wyjazdowym z SC Riessersee. Zdobył z klubem dwukrotnie mistrzostwo Niemiec (1986, 1987) oraz w sezonie 1984/1985 zajął 3. miejsce po wygranej rywalizacji 2:0 (4:2, 10:2) z ESV Kaufbeuren. Po sezonie 1986/1987 Justyn Denisiuk i Maj odeszli z klubu.
W sezonie 1987/1988 reprezentował barwy Düsseldorfer EG, a w latach 1988–1990 Eintrachtu Frankfurt oraz w latach 1990–1992 Hedosu Monachium, w których ponownie grał wraz z Justynem Denisiukiem. W latach 1993–1996 reprezentował barwy ETC Timmendorfer Strand, z którym w sezonie 1993/1994 awansował do 1. Ligi. W sezonie 1996/1997 reprezentował barwy REV Bremerhaven, po czym zakończył karierę sportową.
W trakcie kariery sportowej zyskał pseudonim Bobby.

## Kariera reprezentacyjna
Bogusław Maj z reprezentacją Polski U-18 wystąpił na mistrzostwach Europy U-18 1978 w Finlandii, na których Biało-Czerwoni zajęli 5. miejsce, a także z reprezentacją Polski U-20 dwukrotnie wystąpił na mistrzostwach świata juniorów (1979, 1980), na których łącznie rozegrał 8 meczów, w których zdobył 15 punktów (7 goli, 8 asyst).
Natomiast w seniorskiej reprezentacji Polski wystąpił w latach 1981–1992 rozegrał 15 meczów. Debiut zaliczył 28 listopada 1981 roku w Rosenheim w przegranym 4:6 meczu towarzyskim z reprezentacją RFN. Dwukrotnie uczestniczył w mistrzostwach świata (1982, 1992 – spadek do Grupy B).

### Ucieczka z Polski
Po mistrzostwach świata 1982 Grupy B w austriackim Klagenfurcie, na których Biało-Czerwoni zajęli 3. miejsce trzech zawodników: Justyn Denisiuk (nie grał na turnieju), Maj i Andrzej Małysiak, nie wróciło do Polski z powodu trwającego stanu wojennego, za co 24 maja 1982 roku zostali ukarani dożywotnią dyskwalifikacją.

## Sukcesy
Podhale Nowy Targ
- Wicemistrzostwo Polski: 1980, 1981, 1982
- Finał Pucharu „Sportu” i PZHL: 1982

Kölner EC
- Mistrzostwo Niemiec: 1986, 1987
- 3. miejsce w Bundeslidze: 1985

ETC Timmendorfer Strand
- Awans do 1. Ligi: 1994